# Torta de abóbora

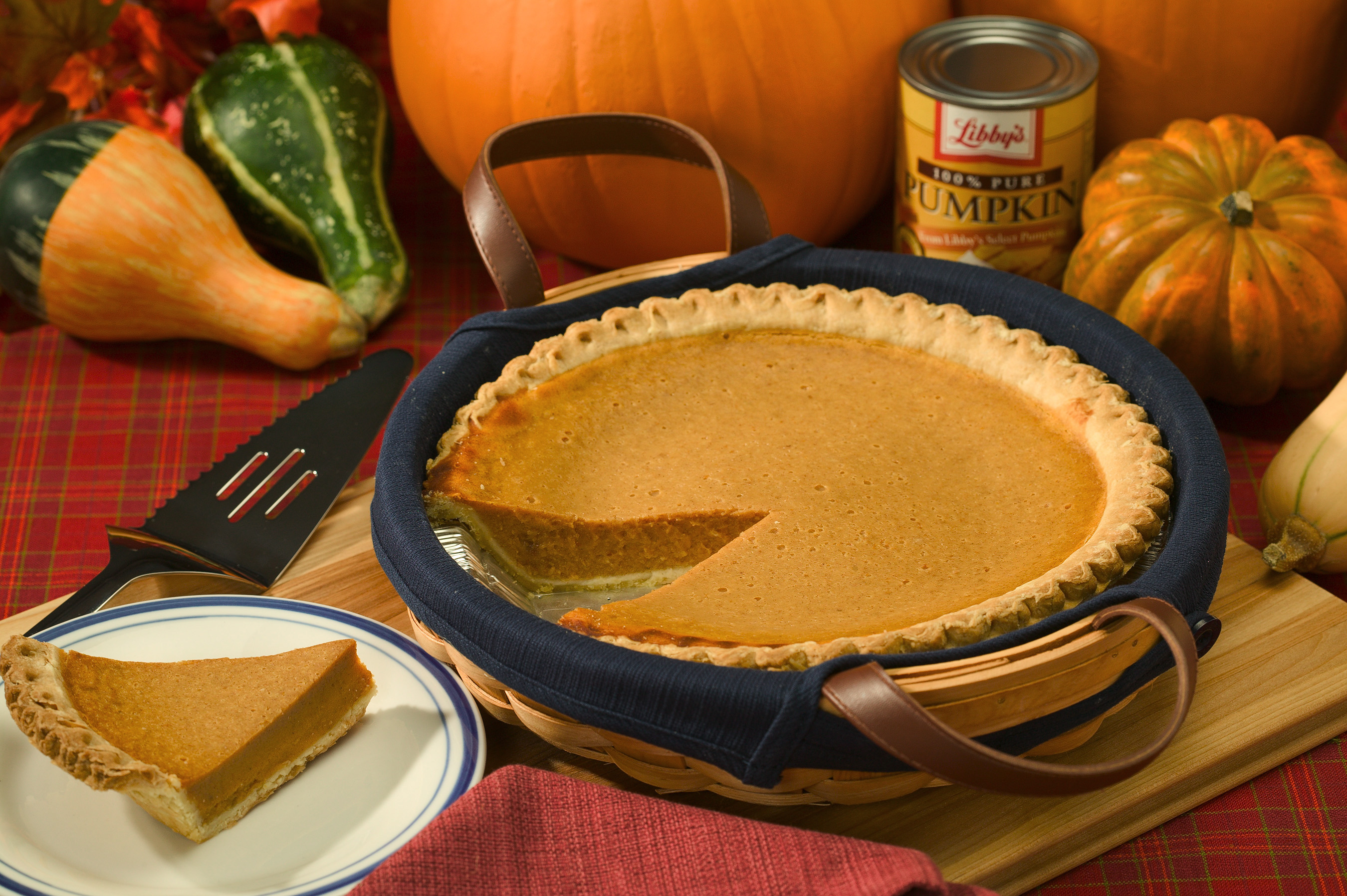
Uma tarte de abóbora.

Torta de abóbora (em inglês:  pumpkin pie), também conhecida como tarte de abóbora é um doce que tem como ingrediente base a abóbora. É uma das sobremesas doces tradicionais nos Estados Unidos e no Canadá, sendo bastante consumida durante a época de Ação de Graças e Halloween.
A abóbora é um símbolo do tempo de colheita, e a torta de abóbora é freqüentemente consumida durante o outono e o inverno.

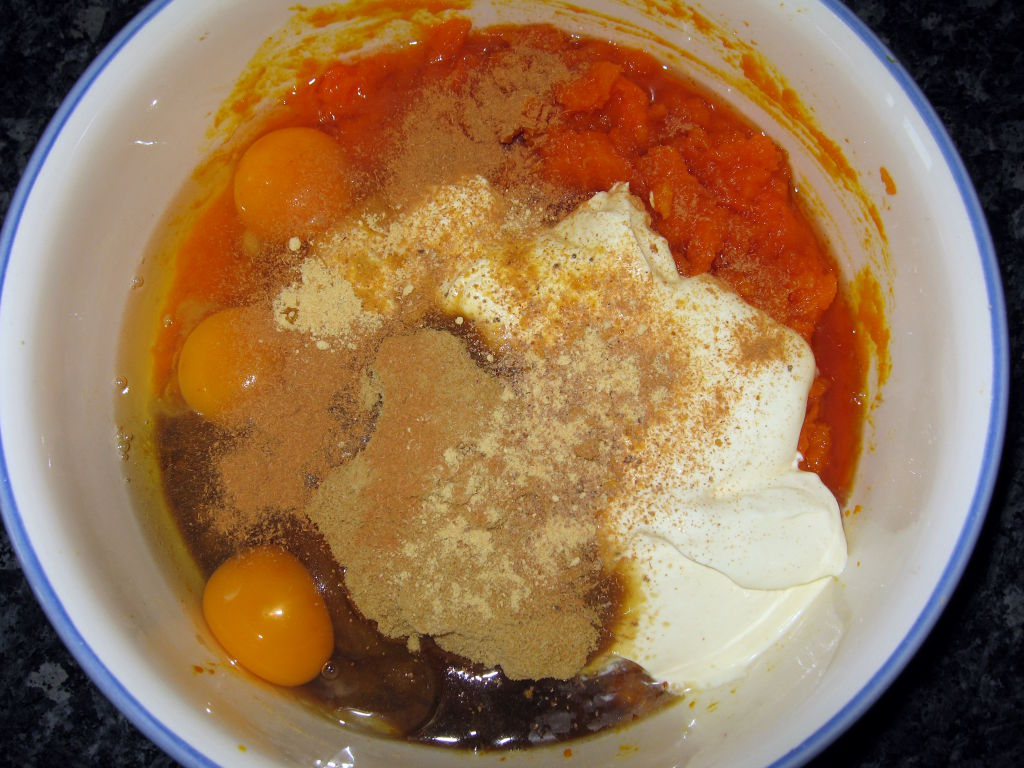
Recheio de torta de abóbora sendo preparado

O recheio da torta varia da cor laranja ao marrom e é cozido em uma única massa de torta, raramente com uma camada superior. A torta geralmente é aromatizada com canela, gengibre em pó, noz-moscada, cravo. A pimenta-da-jamaica pode substituir o cravo e a noz-moscada, pois seu sabor é semelhante aos dois combinados. Cardamomo e baunilha também são usados às vezes como temperos de massa. A mistura de especiarias é chamada de tempero de torta de abóbora.
A torta é geralmente feita de abóbora enlatada ou recheio de torta de abóbora embalada (especiarias incluídas), principalmente de variedades de Cucurbita moschata.